# Louis des Escotais

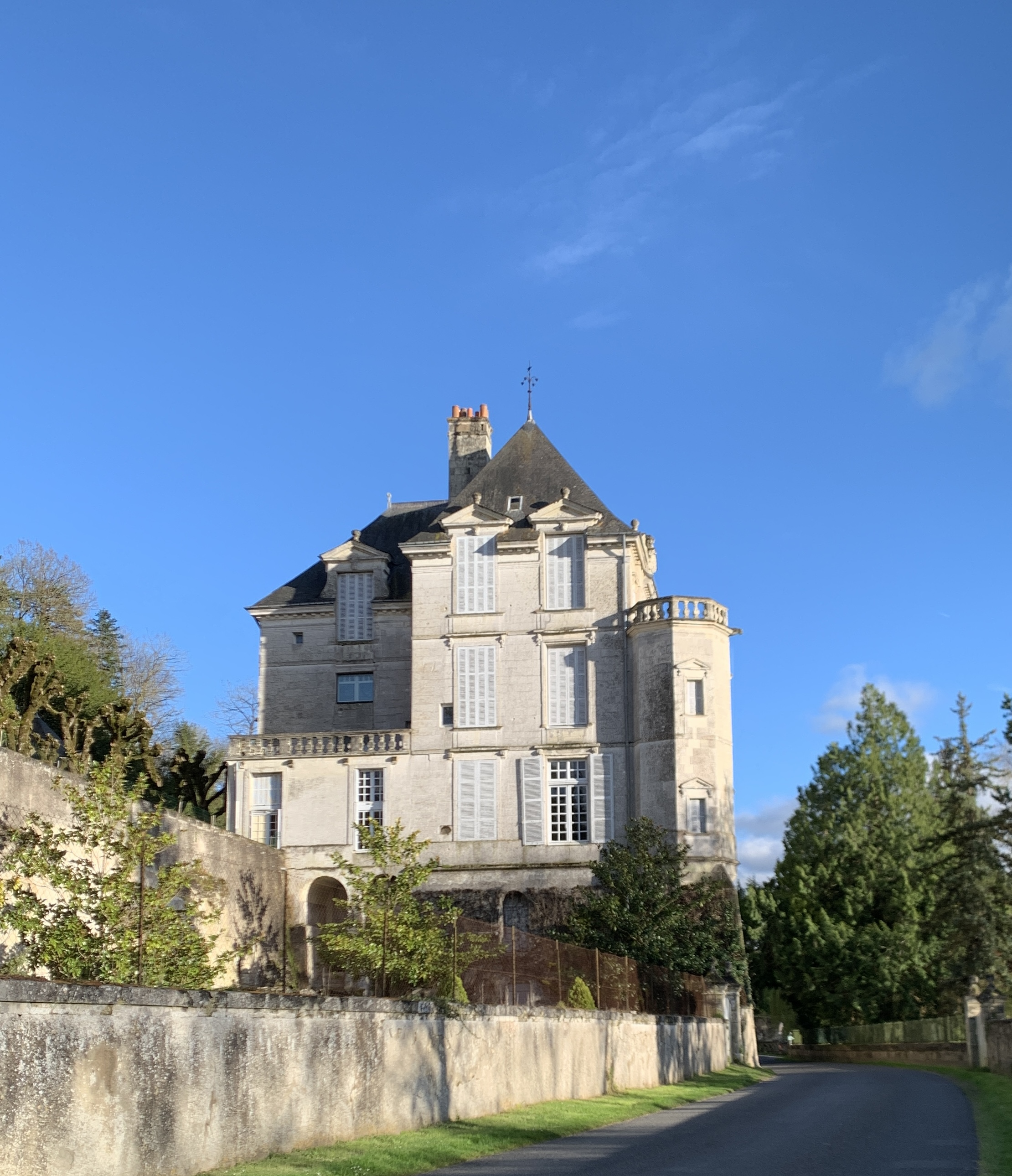
Kasteel van La Roche des Escotais (Loirevallei - Frankrijk)

Louis des Escotais, graaf van Escotais, heer van Chantilly (Saint-Paterne-Racan, 1746 - Londen, 1812) was diplomaat en maarschalk in de legers van Lodewijk XVI.

## Biografie

### Familieachtergrond
Louis des Escotais komt uit een oude Franse aristocratische familie. De eerste van de des Escotais, Thibault, nam deel aan de Derde Kruistocht in 1191 met Richard Leeuwenhart, en de afstamming van Louis is gedocumenteerd tot Guillaume II des Escotais, die leefde in 1280.
Zijn vader, Roland des Escotais, luitenant-generaal in de legers van de koning, ontving de verheffing van zijn land tot het graafschap Escotais door koninklijke brieven van Lodewijk XV in 1755.
Louis was een neef van Louis-Joseph des Escotais, die luitenant-generaal was onder Lodewijk XVI, groot-hospitalier van de Orde van Malta en gouverneur van het Île de Ré.

### Leven
Louis-Jacques-Roland des Escotais werd geboren op 2 november 1746, in het familiekasteel van La Roche des Escotais, een van de kastelen in de Loirevallei. Hij was de tweede kind en belangrijkste erfgenaam tussen drie kinderen.
Zijn vader, Roland des Escotais, leidde een onderscheiden leven aan het hof van koning Lodewijk XV in Versailles, wat hem de Honneurs de la cour opleverde op 20 april 1767. Dit was een van de meest prestigieuze adellijke onderscheidingen, voorbehouden aan de oudste adellijke families onderscheiden op het slagveld.

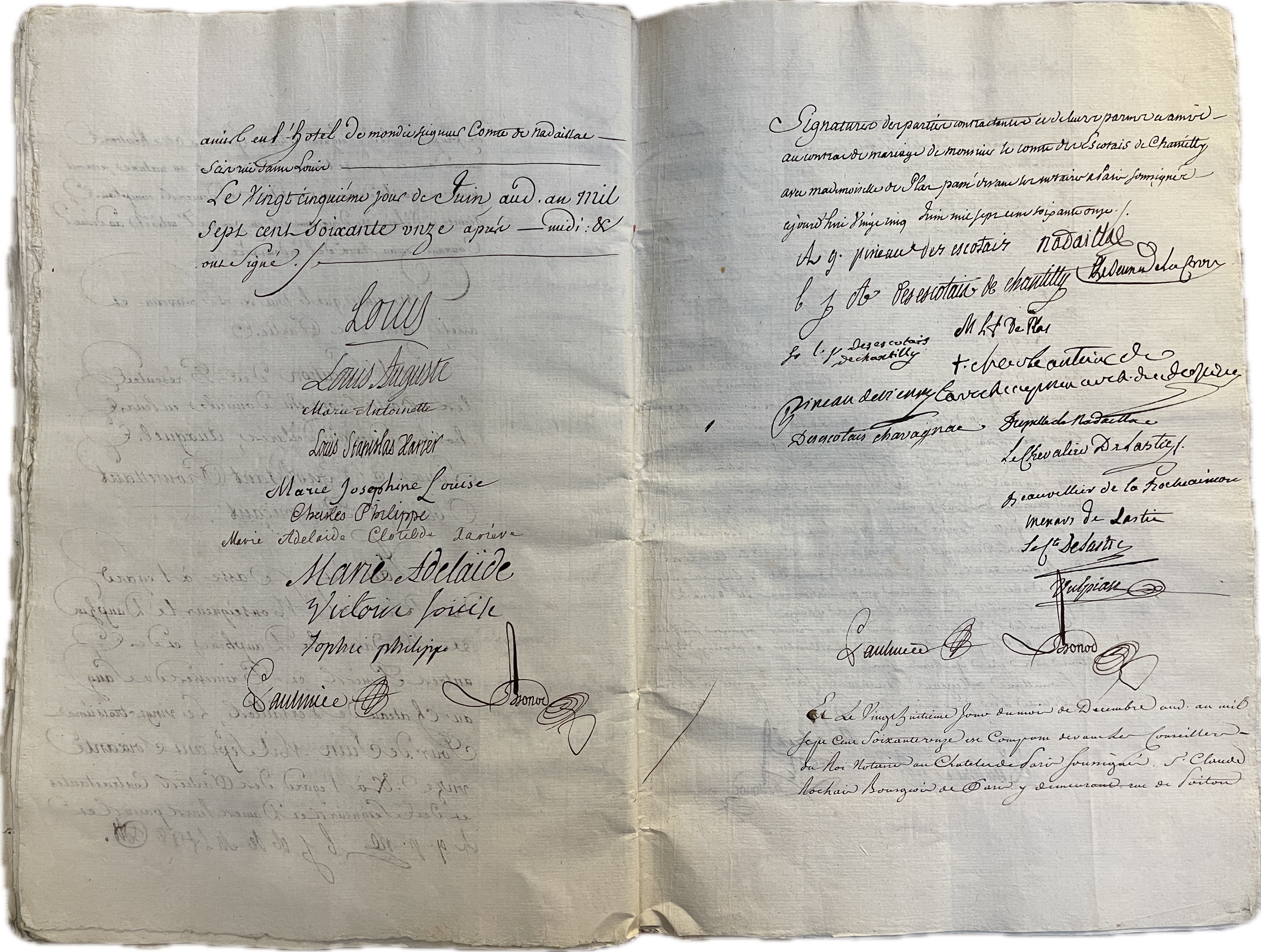
Huwelijkscontract van Louis des Escotais ondertekend door Lodewijk XV en de Franse koninklijke familie

Op 26 juni 1771, op de leeftijd van 24 jaar, trouwde hij met Marie-Louise de Plas, dame van het gezelschap van Sophie van Frankrijk en later van Adélaïde van Frankrijk. Koning Lodewijk XV, de toekomstige koning Lodewijk XVI, Marie Antoinette zijn vrouw, en de hele koninklijke familie eerden hem door zijn huwelijkscontract te ondertekenen.
Na de Franse Revolutie verliet hij Frankrijk in september 1791 met zijn oudste zoon. Hij nam toen het commando van een van de divisies van het Armée des Princes op zich, met name tijdens het Beleg van Maastricht in 1793.
Vervolgens verhuisde hij met zijn oudste zoon naar Londen, waar hij bijna twintig jaar bleef, en overleed daar op 9 november 1812 op de leeftijd van 66 jaar. Hij werd begraven op het kerkhof van de oude St Pancras-kerk.

## Militaire carrière
Louis des Escotais begon zijn opleiding al op jonge leeftijd, zoals gebruikelijk was bij kinderen van de aristocratie. In 1760, op de leeftijd van 14 jaar, trad hij toe tot de eerste compagnie van de musketiers van de koning. Hij vervolgde zijn opleiding onder de hoede van zijn oom, Louis-Joseph des Escotais (veldmaarschalk van het regiment van Chantilly), als zijn aide-de-camp. Al op 15-jarige leeftijd nam hij deel aan de Zevenjarige Oorlog. Zijn moed werd vooral opgemerkt tijdens de Slag bij Friedberg (28-30 augustus 1762), waar hij gewond raakte aan zijn arm en zijn paard onder hem stierf.
In 1765, op de leeftijd van 19 jaar, voltooide hij zijn opleiding en nam hij het bevel over een compagnie in het regiment van Esterhazy, en vier jaar later werd hij bevorderd tot Mestre de Camps.
Zijn militaire en diplomatieke vaardigheden werden opgemerkt, en hij werd benoemd tot ambassaderaad bij de Staten-Generaal van de Provincies van de Unie (het huidige Nederland) op 12 november 1772. Daar voerde hij verschillende inlichtingenactiviteiten uit namens Lodewijk XV.
Hij keerde vervolgens terug naar Frankrijk en op 18 april 1776 kreeg hij het bevel over het regiment van Boulonnois van Lodewijk XVI, en werd bevorderd tot kolonel, en later tot brigadier in 1781.
Zijn loyaliteit en moed leverden hem de eer op om in 1777 te worden onderscheiden met de Orde van de Heilige Lodewijk, een onderscheiding die de moedigste officieren beloonde.
Hij beëindigde zijn carrière in het Franse leger van het oude regime met de rang van veldmaarschalk, die hij verkreeg op 9 maart 1788.